# Souspierre
Souspierre ist eine französische Gemeinde mit 108 Einwohnern (Stand 1. Januar 2022) in der Region Auvergne-Rhône-Alpes im Département Drôme; sie gehört zum Kanton Dieulefit im Arrondissement Nyons.

## Geografie
Souspierre liegt zwischen Lyon und Avignon auf einer mittleren Höhe von 270 m, zehn Kilometer westlich von Dieulefit und 17 Kilometer östlich von Montélimar, Das Gemeindegebiet wird vom Fluss Jabron durchquert, an der nördlichen Grenze verläuft sein Zufluss Vermenon. Die Nachbargemeinden sind Salettes, La Bégude-de-Mazenc, Le Poët-Laval und Eyzahut.

## Geschichte
Die älteste Erwähnung als Sopeyra findet sich in einer Schenkungsurkunde des Herzogs Adémar de Valence von 1219 an den Orden des Hl. Johannes zu Jerusalem, d. h. die Malteser-Kommende von Le Poët-Laval. 1562 wird der Ort als Suppiere beurkundet. Die Einwohner werden Souspierrois bzw. Souspierroises genannt.
Eine kleine literarische Annotation erhielt Souspierre in dem 2007 erschienenen Roman Kalahari von Ludwig Harig.

## Bevölkerungsentwicklung
| Jahr                       | 1962 | 1968 | 1975 | 1982 | 1990 | 1999 | 2007 | 2016 |
| Einwohner                  | 79   | 71   | 72   | 84   | 99   | 96   | 102  | 97   |
| Quellen: Cassini und INSEE |      |      |      |      |      |      |      |      |

## Sehenswürdigkeiten
- Ruine eines rechteckigen Turmes auf einem Felsen oberhalb des Ortes.